# Шлезвиг
Шлезвиг (на датски: Slesvig; на немски: Schleswig) е херцогство, васално на Дания, което съществува от средата на 11 век до 1866 година. Днес територията му е разделена на две – северната част образува датския амт Южен Ютланд, а южната е част от германската провинция Шлезвиг-Холщайн.

## История
Според римски източници, в началото на нашата ера река Айдер, южната граница на Шлезвиг, вече разделя две етнически групи – ютите на север и англите на юг. През 8 – 10 век, началото на Викингската епоха, Шлезвиг влиза в състава на формиращото се Датско кралство. По това време там се намира Хайтабу, най-големият търговски център в Скандинавия. Датските крале изграждат укреплението Даневерк, за да се защитят от саксите.
През 10 век споровете за южната част на Шлезвиг, между Айдер и Даневерк, предизвикват чести сблъсъци между Дания и Свещената Римска империя. През 1027 година император Конрад II и крал Кнут Велики установяват границата помежду си по Айдер. През 1115 година датският крал Нилс дава на племенника си Кнут Лавард титлата граф на Шлезвиг, която по-късно е заменена с херцог на Шлезвиг. Херцогството остава тясно свързано с кралската династия и през 30-те години на 13 век е получено от бъдещия крал Абел. През следващото столетие неговите наследници влизат в непрекъснати конфликти с датските крале, предявявайки претенции за короната. През 15 век междуособиците и брачните съюзи довеждат до лична уния между Шлезвиг и съседното херцогство Холщайн, васално на Свещената Римска империя. През 1460 година и двете титли са наследени от кралете на Норвегия, които заемат и датския трон.
Появата на национализма в началото на 19 век поставя Шлезвиг, традиционно свързан с Холщайн и със значително германско население в южните си части, в центъра на нови конфликти между Дания и германските държави. Започналите през 30-те години опити на датски националисти да заменят името Шлезвиг с Южен Ютланд (на датски: Sønderjylland) предизвикват остри реакции сред немскиговорещите. През 1848 година е направен опит за пълното интегриране на херцогство Шлезвиг към Дания, което предизвиква въоръжени бунтове сред немците. С това започва Първата шлезвигска война, в която Прусия нанася тежко поражение на Дания, но под натиска на Австрия и Русия е възстановено довоенното положение.
През 1864 година Дания прави нов опит да присъедини Шлезвиг, но отново търпи поражение от Германската конфедерация във Втората шлезвигска война. Според Гащайнската конвенция от 1865 година Шлезвиг е даден за управление на Прусия, а Холщайн – на Австрия. Само година по-късно, след Австро-пруската война, двете области са обединени от Прусия в провинция Шлезвиг-Холщайн.
След поражението на Германия в Първата световна война, Версайският договор предвижда провеждане на референдум за присъединяване към Дания в северните и централните части на Шлезвиг. Централните райони гласуват за оставането си в Германия, а северните са присъединени към Дания и образуват днешния амт Южен Ютланд. Днес двете части си сътрудничат, образувайки общ еврорегион.